# Campionati mondiali di tiro con l'arco 2015
I Campionati mondiali di tiro con l'arco 2015 sono la 48ª edizione della competizione. Si sono svolti a Copenaghen, in Danimarca, dal 26 luglio al 2 agosto 2015 e sono stati organizzati dalla World Archery Federation (precedentemente noto come FITA). I turni di qualificazione ed eliminazione si sono svolti al Sundby Idrætspark mentre le partite per la medaglia dell'1–2 agosto sono state tenute davanti al Palazzo di Christiansborg sede del Parlamento danese. La competizione è stata preceduta dal Congresso mondiale di tiro con l'arco il 24-25 luglio.
La competizione, che comprendeva gare individuali, a squadre e a squadre miste nelle discipline compound e ricurvo, ha avuto un numero record di iscritti: oltre 600 arcieri nelle quattro discipline provenienti da 100 paesi. 
La competizione è stata anche la prima opportunità per gli atleti dell'arco ricurvo (o arco olimpico) di assicurarsi la qualificazione per le Olimpiadi di Rio de Janeiro 2016.

## Medagliere
| Pos.   | Nazione       | Oro | Argento | Bronzo | Totale |
| ------ | ------------- | --- | ------- | ------ | ------ |
| 1      | Corea del Sud | 6   | 0       | 3      | 9      |
| 2      | Danimarca     | 1   | 0       | 1      | 2      |
| 3      | Iran          | 1   | 0       | 0      | 1      |
| 3      | Russia        | 1   | 0       | 0      | 1      |
| 3      | Ucraina       | 1   | 0       | 0      | 1      |
| 6      | Taipei cinese | 0   | 2       | 1      | 3      |
| 7      | India         | 0   | 2       | 0      | 2      |
| 7      | Paesi Bassi   | 0   | 2       | 0      | 2      |
| 9      | Canada        | 0   | 1       | 0      | 1      |
| 9      | Francia       | 0   | 1       | 0      | 1      |
| 9      | Italia        | 0   | 1       | 0      | 1      |
| 9      | Stati Uniti   | 0   | 1       | 0      | 1      |
| 13     | Cina          | 0   | 0       | 1      | 1      |
| 13     | Colombia      | 0   | 0       | 1      | 1      |
| 13     | Regno Unito   | 0   | 0       | 1      | 1      |
| 13     | Giappone      | 0   | 0       | 1      | 1      |
| 13     | Sudafrica     | 0   | 0       | 1      | 1      |
| Totale | Totale        | 10  | 10      | 10     | 30     |

## Podi

### Arco ricurvo
| Evento                | Oro                                                      | Argento                                                  | Bronzo                                                 |
| Individuale maschile  | Kim Woo-jin                                              | Rick van der Ven                                         | Takaharu Furukawa                                      |
| Individuale femminile | Ki Bo-bae                                                | Lin Shih-chia                                            | Choi Mi-sun                                            |
| Squadre maschili      | Corea del Sud Kim Woo-jin Ku Bon-chan Oh Jin-hyek        | Italia Michele Frangilli Mauro Nespoli David Pasqualucci | Taipei cinese Kuo Cheng-wei Wang Hou-chieh Yu Guan-lin |
| Squadre femminili     | Russia Tujana Dašidoržieva Ksenija Perova Inna Stepanova | India Rimil Buriuly Deepika Kumari Laxmirani Majhi       | Corea del Sud Choi Mi-sun Kang Chae-young Ki Bo-bae    |
| Squadre miste         | Corea del Sud Ki Bo-bae Ku Bon-chan                      | Taipei cinese Lin Shih-chia Kuo Cheng-wei                | Cina Zhu Jueman Gu Xuesong                             |

### Arco compound
| Evento                | Oro                                                      | Argento                                                       | Bronzo                                                 |
| Individuale maschile  | Stephan Hansen                                           | Rajat Chauhan                                                 | Adam Ravenscroft                                       |
| Individuale femminile | Kim Yun-hee                                              | Crystal Gauvin                                                | Sara López                                             |
| Squadra maschile      | Iran Esmaeil Ebadi Majid Gheidi Amir Kazempour           | Canada Christopher Perkins Kevin Tataryn Dietmar Trillus      | Danimarca Martin Damsbo Stephan Hansen Patrick Laursen |
| Squadra femminile     | Ucraina Olena Borysenko Viktoriya Dyakova Mariya Shkolna | Paesi Bassi Evelien Groeneveld Irina Markovic Inge Van Caspel | Corea del Sud Choi Bo-min Kim Yun-hee Seol Da-yeong    |
| Squadra mista         | Corea del Sud Kim Yun-hee Kim Jong-ho                    | Francia Amelie Sancenot Dominique Genet                       | Sudafrica Sera Cornelius Patrick Roux                  |